# Vancouver Film School
Vancouver Film School (VFS) – kanadyjska prywatna szkoła filmowa w mieście Vancouver, w prowincji Kolumbia Brytyjska. Kampus uczelni obejmuje sześć budynków zlokalizowanych w dzielnicy Downtown. 

## Znani absolwenci
- Magda Apanowicz
- Neill Blomkamp
- Sara Canning
- Jonathan Cherry
- Colin Cunningham
- Hanna R. Hall
- Kevin Smith
- Jewel Staite